# Csáki Frigyes
Csáki Frigyes (Budapest, 1921. március 11. – Budapest, 1977. augusztus 29.) állami díjas villamosmérnök, egyetemi tanár, a műszaki tudományok doktora, a Magyar Tudományos Akadémia rendes tagja. A szabályozáselmélet és az irányítástechnika (automatika) tudományának iskolateremtő egyénisége volt.

## Életútja
Középiskolásként második helyezést ért el az országos matematikai tanulmányi versenyen. Egyetemre nem vették fel, így 1939-ben Pestszenterzsébeten helyezkedett el szövőgyári munkásként és gépkezelőként, miközben textilipari iskolába járt. A második világháború éveiben, 1942 után a hatóságok több ízben elvitték munkaszolgálatra. Utolsó behívásakor megszökött és 1945 tavaszáig bujkált. 1945-ben beiratkozott a József Nádor Műszaki és Gazdaságtudományi Egyetemre, tanulmányaival párhuzamosan, 1946–1948 között pedig két budapesti villamossági gyárban is dolgozott gyakornokként. 1949-ben gépészmérnöki oklevelet szerzett. 1949–1951 között a villamos gépek üzemtana, illetve a különleges villamos gépek műegyetemi tanszékén gyakornokoskodott, majd tanársegéd lett, 1951 után pedig a Magyar Tudományos Akadémia aspirantúráját töltötte ugyanitt. Ezzel párhuzamosan 1951-től oktatott a miskolci Rákosi Mátyás Nehézipari Műszaki Egyetemen is. 1954-ben a műszaki tudományok kandidátusa lett, s ugyanebben az évben nevezték ki a Villamos Energetikai Kutatóintézet tudományos osztályvezetőjévé. Két év elteltével, 1956-ban a Budapesti Műszaki Egyetem villamos gépek tanszékének docense lett, ezzel párhuzamosan pedig 1956–1961 között az MTA Automatizálási Kutatóintézet alapítógárdájának tagja, tudományos munkatársa volt. 1960-ban megvédte doktori értekezését, és a műszaki tudományok doktora lett. 1961-től haláláig a Budapesti Műszaki és Gazdaságtudományi Egyetem általa alapított automatizálási tanszékének tanszékvezető egyetemi tanára volt, egyidejűleg 1962-től a Magyar Tudományos Akadémia Automatizálási Kutatóintézetének igazgatóhelyettesi feladatait is ellátta. 1963–1964 között a Budapesti Műszaki és Gazdaságtudományi Egyetem oktatási rektorhelyettese, 1964–1969 között pedig rektora volt.

## Munkássága
Tudományos pályája első szakaszában az elektromos energiaátvitel, a villamos gépek elméleti problémáival foglalkozott. Az 1960-as évek elejétől érdeklődése az erősáramú ipari berendezések elektrotechnikája, ezen keresztül a szabályozáselmélet, az irányítástechnika (automatika), a folyamatirányítás és a digitális vezérlés kérdéseire irányult. Kutatásaival és szakkönyveivel megteremtette a teljesítményelektronika és automatika magyarországi alapjait. Egyetemi tanszékein sokat tett a villamosmérnöki képzés korszerűsítéséért.
1972-től Borisz Nyikolajevics Petrov mellett a Budapesten kiadott Problems of Control and Information Theory című szakfolyóirat főszerkesztője volt.

### Társasági tagságai és elismerései
Tudományos eredményei elismeréseként 1965-ben a Magyar Tudományos Akadémia levelező, 1976-ban rendes tagjává választották. 1970–1973 között a tudós testület elnökségi tagja volt, majd 1976-tól haláláig látta el az Akadémia alelnöki feladatait. A Magyar Elektrotechnikai Egyesület és a Pugwash-mozgalom magyar nemzeti bizottságának is elnöke volt.
Tudományos és oktatásszervezési eredményei elismeréseként 1961-ben Akadémiai Díjat vett át, 1973-ban az automatika tudományának elméleti megalapozásáért az Állami Díj első fokozatát, 1977-ben Kruspér István-emlékérmet kapott. Emellett díjazottja volt a Munka Érdemrend arany fokozatának (1967) és a Felszabadulási Jubileumi Emlékéremnek (1970) is. 1971-ben a Moszkvai Energetikai Intézet tiszteletbeli doktorává avatták.

### Főbb művei
- Komplexszámok és vektorok elektrotechnikai alkalmazása. Budapest: Mérnöki Továbbképző Intézet. 1952.
- Rövidzárlati áramok gyakorlati számítása: Előreszámított görbék alkalmazása. Budapest: Felsőoktatási Jegyzetellátó. 1954.
- Változó szlip meghatározása turbógenerátorok szinkron üzemében. Budapest: Felsőoktatási Jegyzetellátó. 1960.
- Szabályozástechnika I–II. Budapest: Tankönyvkiadó. 1962.
- Vezérléstechnika. Budapest: Tankönyvkiadó. 1963.
- Nemlineáris szabályozási rendszerek. Budapest: Tankönyvkiadó. 1966.   (Csáki előadásai alapján összeállította Lehoczky János)
- Szabályozások dinamikája: Lineáris szabályozáselmélet. Budapest: Akadémiai. 1966.
- Automatika elemek: Villamos szabályozások szervei. Budapest: Tankönyvkiadó. 1967.   (Bézi Istvánnal és Barki Kálmánnal)
- Automatika I–II. Budapest: Tankönyvkiadó. 1968.   (Csáki előadásai alapján összeállította Bars Ruth)
- Korszerű szabályozáselmélet: Nemlineáris, optimális és adaptív rendszerek. Budapest: Akadémiai. 1970.
- Fejezetek a szabályozástechnikából: Állapotegyenletek. Budapest: Műszaki. 1973.
- Bevezetés az automatikába. Budapest: Akadémiai. 1973.
- Vezérléstechnika. Budapest: Tankönyvkiadó. 1973.   (Barki Kálmánnal)
- Die Zustandraum-Methode in der Regelungstechnik. Budapest: Akadémiai. 1973.
- Digitális technika. Budapest: Tankönyvkiadó. 1975.   (Gál Tiborral és Lakatos Lóránttal)
- Irányítástechnikai kézikönyv. főszerk. Csáki Frigyes. Budapest: Műszaki. 1977.
- Bevezetés a digitális technikába. Budapest: Akadémiai. 1977.
- State-space methods for control systems. Budapest: Akadémiai. 1977.